# Justicia bartlettii
Justicia bartlettii är en akantusväxtart som först beskrevs av Emery Clarence Leonard, och fick sitt nu gällande namn av D.N. Gibson. Justicia bartlettii ingår i släktet Justicia och familjen akantusväxter. Inga underarter finns listade i Catalogue of Life.